# Noa Szollos
Noa Szollos, född 3 februari 2003 i Budapest, är en ungersk-israelisk alpin skidåkare som tävlar för Israel.
Szollos tog silver i kombination och brons i Super-G vid olympiska vinterspelen för ungdomar 2020 i Lausanne.